# Cerkiew huculska

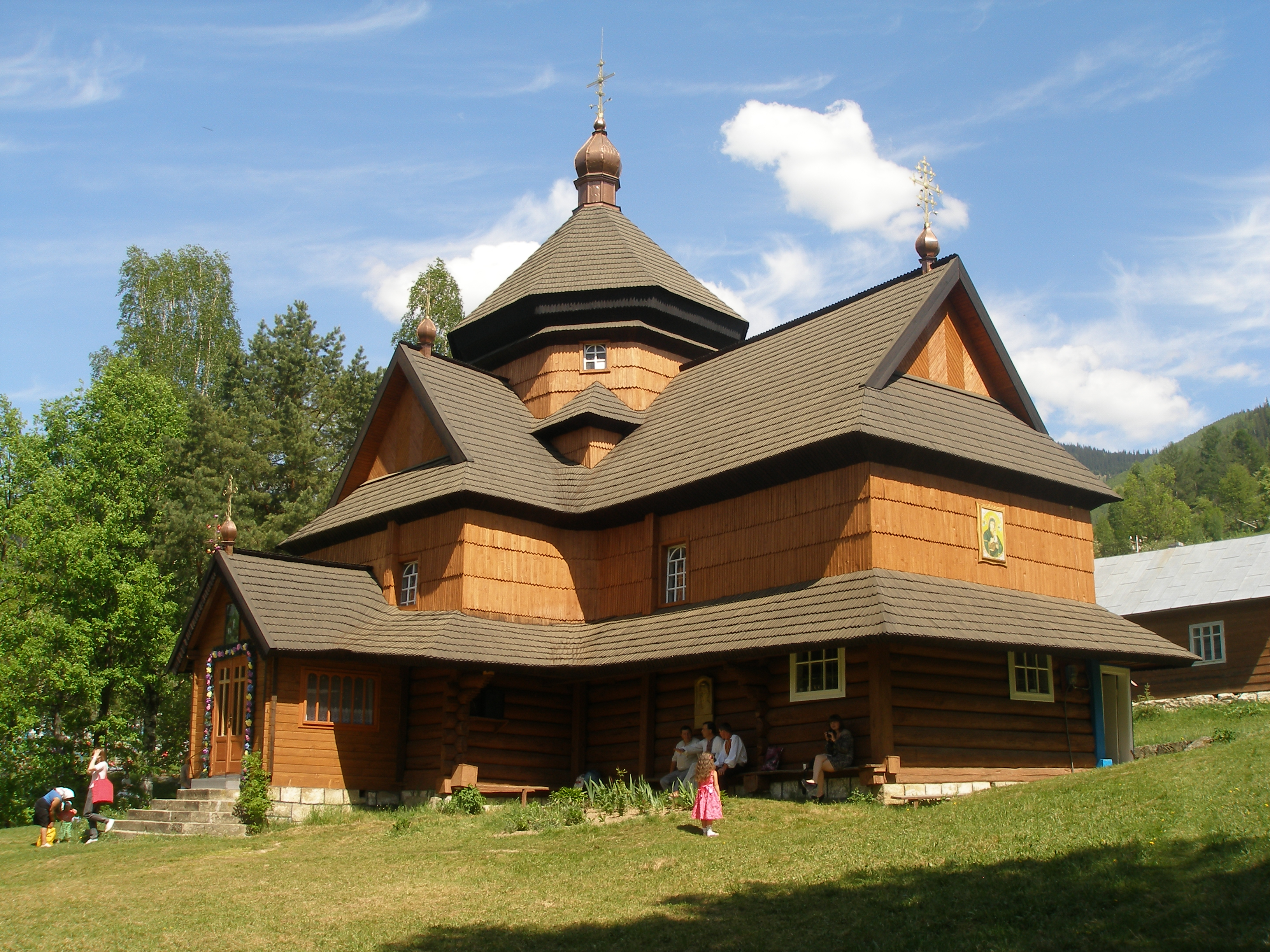
Cerkiew Narodzenia Bogurodzicy w Krzyworówni

Cerkiew huculska – typ architektoniczny cerkwi występujący w Karpatach na Huculszczyźnie.

## Konstrukcja cerkwi huculskiej
Cerkiew huculska jest wznoszona na planie krzyża. Cerkiew jest podzielona na babiniec, nawę i prezbiterium, przy czym nawa jest na ogół wyższa i szersza od pozostałych dwóch komponentów, o równej wysokości i szerokości. Pierwotnie w cerkwiach huculskich znajdowała się tylko jedna, położona nad nawą kopuła (wówczas prezbiterium i babiniec posiadały dachy dwuspadowe), w toku dalszego rozwoju tego typu architektury zaczęły pojawiać się świątynie z trzema lub nawet pięcioma kopułami. Tradycyjnie posiada wejście dla mężczyzn – od zachodu, dla kobiet – od południa oraz jest orientowana. Drewnianą cerkiew wieńczą kopuły, w liczbie od jednej do pięciu. Całość była kryta gontem. Całą cerkiew otaczano daszkiem okapowym. Dzwonnica w cerkwi huculskiej jest na ogół wolnostojącą konstrukcją.
Taki typ cerkwi uformował się najprawdopodobniej jeszcze w okresie Rusi Kijowskiej, chociaż do naszych czasów nie zachowały się żadne przykłady tak dawnej architektury huculskiej. Najstarsze cerkwie tego typu pochodzą z XV wieku.